# Amphoe Nam Som
Amphoe Nam Som (Thai: อำเภอ น้ำโสม) ist ein Landkreis (Amphoe – Verwaltungs-Distrikt) im Nordwesten der Provinz Udon Thani. Die Provinz Udon Thani liegt im Isan, der Nordostregion von Thailand.

## Geographie
Benachbarte Landkreise (von Norden im Uhrzeigersinn): die Amphoe Na Yung und Ban Phue in der Provinz Udon Thani, Amphoe Suwannakhuha der Provinz Nong Bua Lamphu und Amphoe Pak Chom der Provinz Loei.

## Geschichte
Nam Som wurde am 12. Mai 1969 zunächst als Unterbezirk (King Amphoe) eingerichtet, indem die zwei Tambon Nam Som und Na Yung vom Amphoe Ban Phue abgetrennt wurden. Der dritte Tambon Nong Waeng wurde am 4. Juli 1969 hinzugefügt. Nam Som wurde am 1. April 1974 zum Amphoe heraufgestuft.

## Verwaltungseinheiten

### Provinzverwaltung
Amphoe Nam Som ist in sieben Gemeinden (Tambon) unterteilt, die wiederum in 84 Dorfgemeinschaften (Muban) eingeteilt sind.
| Nr. | Name Tambon | Thai    | Muban | Einw.  |
| --- | ----------- | ------- | ----- | ------ |
| 1.  | Na Ngua     | นางัว    | 11    | 09.040 |
| 2.  | Nam Som     | น้ำโสม   | 17    | 11.903 |
| 5.  | Nong Waeng  | หนองแวง | 13    | 08.241 |
| 6.  | Ban Yuak    | บ้านหยวก | 17    | 09.699 |
| 7.  | Som Yiam    | โสมเยี่ยม | 06    | 04.287 |
| 10. | Si Samran   | ศรีสำราญ | 12    | 09.273 |
| 12. | Samakkhi    | สามัคคี   | 08    | 05.981 |

Hinweis: Die fehlenden Nummern gehören zu den Tambon, die heute zu Na Yung gehören.

### Lokalverwaltung
Es gibt zwei Kleinstädte (Thesaban Tambon) im Landkreis:
- Na Ngua (Thai: เทศบาลตำบลนางัว), bestehend aus Teilen der Tambon Na Ngua und Si Samran,
- Nam Som (Thai: เทศบาลตำบลน้ำโสม), bestehend aus weiteren Teilen des Tambon Si Samran und aus Teilen von Nam Som.

Es gibt außerdem sieben „Tambon Administrative Organizations“ (TAO, องค์การบริหารส่วนตำบล – Verwaltungs-Organisationen) für die Tambon im Landkreis, die zu keiner Stadt gehören.